# Енмебарагеси
Енмебарагеси (Ме-Бараgesi, Ен-Мен-Бараге-Си, Енмебарагиси, живио 2600. п. н. е.) био је краљ Киша, према Сумерском попису краљева. Попис наводи како је покорио Елам, владао 900 година, али га је лично заробио Думузид "рибар" од Урука, претходник Гилгамеша. 
Он је најстарији владар из пописа краљева чије име је непосредно испитано на темељима археолошких остатака: два фрагмента вазе од алабастера са натписима о њему су пронађени у Нипуру — где је према сумерској Туммалској хроници речено да је саградио први храм.
Такође се спомиње у делу Епа о Гилгамешу под називом Гилгамеш и Ага, и то као отац Аге који је опседао Урук. Попис краљева и Туммалска хроника се слажу са Епом да је био отац Аге, последњег краља династије из Киш. Тако су фрагменти који потврђују Енмебарагесијево постојање наговестили да би и Гилгамеш могао бити историјска личност.